# Ingenieur Büro Stengel
L'Ingenieur Büro Stengel GmbH è il principale studio d'ingegneria al mondo specializzato nella progettazione di montagne russe. Ha sede in Germania in un cottage nei pressi di Monaco di Baviera.
Werner Stengel è nato il 22 agosto del 1936 a Bochum. Nel 1963 lavora, al primo progetto, in collaborazione con Anton Schwarzkopf per la costruzione del primo roller coaster in acciaio tedesco. Durante la sua collaborazione con Schwarzkopf è stato responsabile di molte innovazioni nel design montagne russe, tra cui nel 1976 il primo looping coaster, Revolutions, al Six Flags Magic Mountain. Il suo Clothoid Loop è ora di serie su molte montagne russe in quanto produce forze meno intense sul corpo umano rispetto ad un ciclo vertical Loop. Dal ritiro di Schwarzkopf, ha mantenuto la sua posizione eminente nell'industria dei parchi divertimento e da allora ha lavorato sulla maggior parte delle montagne russe da record del mondo, tra cui Son of Beast, Millennium Force, Bizarro, Top Thrill Dragster, Kingda Ka, Dollywood Mistero Mine, El Toro, e molti altri. Nel 2004 Amusement Today Golden Ticket Awards elencò dei le prime 50 montagne russe in acciaio al mondo; il 72% della loro costruzione ha avuto un coinvolgimento diretto con Stengel Engineering.
Ha anche costruito la più grande montagne russe portatile al mondo, Olympia Looping.
Nel 2002, ha progettato un elemento di Roller Coaster dal nome stesso: " Stengel Dive" sul Goliath a Walibi Holland.
Ingenieur Büro Stengel GmbH ha festeggiato il suo 500 ° roller coaster con l'apertura di Maverick, che si trova a Cedar Point. Il roller coaster no. 600 ha iniziato a operare nel 2012.
In Italia ha firmato tutti i principali rollercoasters di Mirabilandia: il defunto Sierra Tonante (montagna russa in legno aperta nel 1992 e chiusa nel 2007), il primatista inverted coaster Katun (2000) ed il rollercoaster a lancio magnetico iSpeed.